# Kilian Eyerich
Kilian Georg Eyerich (* 7. Oktober 1979 in Freiburg im Breisgau) ist ein deutscher Hochschullehrer für Dermatologie und Venerologie.

## Leben
Kilian Eyerich begann an der Julius-Maximilians-Universität Würzburg Medizin zu studieren. Wie schon sein Urgroßvater Karl Eyerich wurde er als fünfter seiner Familie im Corps Moenania Würzburg aktiv. Als Inaktiver wechselte er an die Ludwig-Maximilians-Universität München und die Universität Sydney. An der Technischen Universität München wurde er 2007 bei Johannes Ring summa cum laude zum Dr. med. promoviert. Nach Forschungsaufenthalten in Rom und London graduierte er auch zum Ph.D. Die Facharztausbildung in Dermatologie mit der Zusatzbezeichnung Allergologie durchlief er in München. 2011 habilitierte er sich an der Technischen Universität München. Nach zwei Jahren als Oberarzt der Klinik am Biederstein kam er 2014 im Rahmen des Heisenberg-Programms auf das Extraordinariat Experimentelle Dermatoimmunologie. Das Karolinska-Institut berief ihn zum 1. August 2019 als Professor für Dermatologie und Venerologie. Eyerich ist verheiratet.

## Auszeichnungen
- Klinggräff-Medaille (2009)[3]
- Egon-Macher-Preis der Arbeitsgemeinschaft Dermatologische Forschung (2011)
- Ernst-Wiethoff-Preis für innovative klinische Forschung 2012 (Abbott)
- Johannes B. Ortner Preis der TU München (2012)
- Aufnahme in das Junge Kolleg der Bayerischen Akademie der Wissenschaften (2012)[9]
- Heisenberg-Professur der Deutschen Forschungsgemeinschaft (2014)
- Paul-Langerhans-Preis der Arbeitsgemeinschaft Dermatologische Forschung (2015)[10]
- Oscar-Gans-Förderpreis der Deutschen Dermatologischen Gesellschaft (2015)[11]
- ERC Starting Grant 2015[12]